# A Fish in the Bathtub
Pour plus de détails, voir Fiche technique et Distribution.
A Fish in the Bathtub est un film américain réalisé par Joan Micklin Silver, sorti en 1998.

## Fiche technique
- Titre : A Fish in the Bathtub
- Réalisation : Joan Micklin Silver
- Scénario : John Silverstein et David Chudnovsky
- Photographie : Daniel Shulman
- Musique : John Hill
- Pays d'origine :  États-Unis
- Genre : comédie
- Date de sortie : 1998

## Distribution
- Jerry Stiller : Sam
- Anne Meara : Molly
- Mark Ruffalo : Joel
- Jane Adams : Ruthie
- Paul Benedict : Milo
- Doris Roberts : Frieda
- Phyllis Newman : Sylvia Rosen
- Val Avery : Abe
- Bob Dishy : Lou Moskowitz
- Joanna Adler : Heather
- Isiah Whitlock Jr. : Rudy
- Peter McRobbie : Father Malachy
- Brad Thomas : Sean
- Tony Devon : Officier Baretta